# Gerhardtia
Gerhardtia is een geslacht van schimmels behorend tot de familie Lyophyllaceae. De typesoort is Gerhardtia incarnatobrunnea.

## Soorten
Volgens Index Fungorum telt het geslacht 12 soorten (peildatum januari 2022):
| Soortnaam                                    | Auteur(s)                                                               | Publicatiejaar |
| -------------------------------------------- | ----------------------------------------------------------------------- | -------------- |
| Gerhardtia borealis (Okerbruine pronkridder) | (Fr.) Contu & A. Ortega                                                 | 2002           |
| Gerhardtia cibaria                           | (Singer) Matheny, Sánchez-García & T.J. Baroni                          | 2017           |
| Gerhardtia citrinolobata                     | Angelini & Vizzini                                                      | 2017           |
| Gerhardtia foliicola                         | (Har. Takah.) N. Endo, S. Ushijima, Nagas., Sotome, Nakagiri & N. Maek. | 2019           |
| Gerhardtia highlandensis                     | (Hesler & A.H. Sm.) Consiglio & Contu                                   | 2005           |
| Gerhardtia incarnatobrunnea                  | (Ew. Gerhardt) Bon                                                      | 1994           |
| Gerhardtia leucopaxilloides                  | (H.E. Bigelow & A.H. Sm.) Consiglio & Contu                             | 2005           |
| Gerhardtia piperata                          | (A.H. Sm.) Bon                                                          | 1994           |
| Gerhardtia pseudosaponacea                   | J.A. Cooper & P. Leonard                                                | 2014           |
| Gerhardtia sinensis                          | T.H. Li, T. Li & W.Q. Deng                                              | 2017           |
| Gerhardtia suburens                          | (Clémençon) Consiglio & Contu                                           | 2005           |
| Gerhardtia yunnanensis                       | M. Mu & L.P. Tang                                                       | 2021           |